# Chrysopsis
Chrysopsis là một chi thực vật có hoa trong họ Cúc (Asteraceae).

## Loài
Chi Chrysopsis gồm các loài: